# Clas Brede Bråthen
Clas Brede Bråthen (Drammen, 28 de noviembre de 1968) es un deportista noruego que compitió en salto en esquí. Ganó una medalla de plata en el Campeonato Mundial de Esquí Nórdico de 1989, en la prueba por equipo.

## Palmarés internacional
| Campeonato Mundial | Campeonato Mundial | Campeonato Mundial | Campeonato Mundial |
| Año                | Lugar              | Medalla            | Prueba             |
| ------------------ | ------------------ | ------------------ | ------------------ |
| 1989               | Lahti (Finlandia)  | Medalla de plata   | TG por equipo      |